# Segunda División de Chile 1975
El Campeonato Nacional de Fútbol de Segunda División de 1975 fue el 24° torneo disputado de la segunda categoría del fútbol profesional chileno, con la participación de 16 equipos. 
El torneo se jugó en dos ruedas con un sistema de todos-contra-todos.
El campeón del torneo fue Universidad Católica, que consiguió el ascenso para la Primera División, junto al subcampeón Deportes Ovalle.

## Movimientos divisionales
| Pos | a Primera División de Chile 1975 |
| --- | -------------------------------- |
| 1º  | Santiago Morning (Campeón)       |
| 2º  | Everton                          |

| Pos | a Segunda División de Chile 1975 |
| --- | -------------------------------- |
| 1º  | Soinca Bata                      |

| Pos | Descendido desde Primera División de Chile 1974 |
| --- | ----------------------------------------------- |
| 1º  | Unión La Calera                                 |
| 2º  | Unión San Felipe                                |

| Pos | Asociación de Origen |
| --- | -------------------- |
| 1º  | Coquimbo Unido       |

## Postulantes
6 clubes postularon para participar en la categoría.
| Equipos              | Ciudad                     | Provincia  |
| -------------------- | -------------------------- | ---------- |
| ENAMI                | Concón                     | Valparaíso |
| LAN Chile            | Cerrillos                  | Santiago   |
| Lautaro de Buin      | Buin                       | Santiago   |
| San Bernardo Central | San Bernardo               | Santiago   |
| Soinca Bata          | Melipilla                  | Santiago   |
| General Velásquez    | San Vicente de Tagua Tagua | O'Higgins  |

|  |

     Postulación Aceptada
     Postulación Rechazada

## Equipos participantes
| Equipo               | Ciudad                              |
| -------------------- | ----------------------------------- |
| Audax Italiano       | La Florida, Santiago de Chile       |
| Curicó Unido         | Curicó                              |
| Deportes Linares     | Linares                             |
| Deportes Ovalle      | Ovalle                              |
| Ferroviarios         | Estación Central, Santiago de Chile |
| Iberia               | Los Ángeles                         |
| Independiente        | Cauquenes                           |
| Malleco Unido        | Angol                               |
| Ñublense             | Chillán                             |
| San Antonio Unido    | San Antonio                         |
| San Luis             | Quillota                            |
| Soinca Bata          | Melipilla                           |
| Trasandino           | Los Andes                           |
| Unión La Calera      | La Calera                           |
| Unión San Felipe     | San Felipe                          |
| Universidad Católica | Independencia, Santiago de Chile    |

## Tabla final
| Pos | Equipo               | PJ | PG | PE | PP | GF | GC | Dif | Pts |
| --- | -------------------- | -- | -- | -- | -- | -- | -- | --- | --- |
| 1   | Universidad Católica | 30 | 18 | 9  | 3  | 64 | 22 | 42  | 45  |
| 2   | Deportes Ovalle      | 30 | 15 | 11 | 4  | 53 | 25 | 28  | 41  |
| 3   | Ñublense             | 30 | 17 | 5  | 8  | 53 | 44 | 9   | 39  |
| 4   | San Luis de Quillota | 30 | 12 | 12 | 6  | 42 | 28 | 14  | 36  |
| 5   | Unión San Felipe     | 30 | 14 | 7  | 9  | 56 | 35 | 21  | 35  |
| 6   | Ferroviarios         | 30 | 13 | 8  | 9  | 59 | 48 | 11  | 34  |
| 7   | Trasandino           | 30 | 11 | 11 | 8  | 50 | 41 | 9   | 33  |
| 8   | Audax Italiano       | 30 | 11 | 10 | 9  | 52 | 47 | 5   | 32  |
| 9   | San Antonio Unido    | 30 | 12 | 8  | 10 | 42 | 48 | -6  | 32  |
| 10  | Iberia               | 30 | 10 | 8  | 12 | 40 | 44 | -4  | 28  |
| 11  | Deportes Linares     | 30 | 8  | 8  | 14 | 39 | 55 | -16 | 24  |
| 12  | Unión La Calera      | 30 | 7  | 10 | 13 | 31 | 46 | -15 | 24  |
| 13  | Curicó Unido         | 30 | 5  | 11 | 14 | 42 | 56 | -14 | 21  |
| 14  | Independiente        | 30 | 5  | 11 | 14 | 35 | 58 | -23 | 21  |
| 15  | Malleco Unido        | 30 | 5  | 9  | 16 | 31 | 48 | -17 | 19  |
| 16  | Soinca Bata          | 30 | 4  | 8  | 18 | 33 | 77 | -44 | 16  |

PJ=Partidos jugados; PG=Partidos ganados; PE=Partidos empatados; PP=Partidos perdidos; GF=Goles a favor; GC=Goles en contra; Dif=Diferencia de gol; Pts=Puntos
|  | Campeón. Asciende a Primera División |
|  | Asciende a Primera División          |
|  | Desciende a su Asociación de origen  |